# رافیک آبراهامیان (تاریخ‌نگار)
رافیک (هایریک) آشوتی آبراهامیان (ارمنی: Ռաֆիկ Աշոտի Աբրահամյան؛ انگلیسی: Rafik (Hayrik) Ashoti Abrahamian زادهٔ ۱۲ اکتبر ۱۹۲۹ - درگذشته ۱۶ ژوئیهٔ ۱۹۹۸) مورخ، استاد اهل ارمنستان بود. علایق پژوهشی وی مربوط به روابط ارمنستان و هند قبل از پایان قرن هجدهم میلادی بود.

## زندگی‌نامه
وی در ۱۲ اکتبر ۱۹۲۹ در روستای کچوت به دنیا آمد و در سال ۱۹۵۲ از دانشکده تاریخ دانشگاه دولتی ایروان فارغ‌التحصیل گشت.  وی در ۱۶ ژوئیه ۱۹۹۸ در سن ۶۸ سالگی در ایروان درگذشت.

## یادداشت
1. ↑  պատմական գիտությունների դոկտոր